# علی‌آباد (ریگستان، شرق)
علی‌آباد یک روستا در ایران است که در دهستان ریگستان، بخش زواره، شهرستان اردستان استان اصفهان واقع شده‌است.